# Suporte de longo prazo
O suporte de longo prazo ou LTS (acrônimo em inglês de long-term support) é um tipo especial de versionamento de software ou uma edição de um software, projetada para designar algo que terá suporte por um período maior que o normal. É um conceito frequentemente aplicado a softwares livres e projetos de código aberto.
É uma política de ciclo de vida de produto para software de computador, que se aplica aos tópicos de engenharia de confiabilidade, processo de desenvolvimento de software e ciclo de lançamentos. O suporte de longo prazo estende o período de manutenção de software; também altera o tipo e a frequência da aplicação de atualizações de software (patches) para reduzir riscos, custos e disrupções na implantação de software, enquanto promove dependabilidade do software. Não significa diretamente suporte técnico.
No início de um ciclo de suporte de longo prazo, o desenvolvedor de software impõe o congelamento das funcionalidades: correções são apenas aceitas para resolver defeitos e vulnerabilidades no software, não introduzindo novas funcionalidades que possam causar uma regressão. O mantenedor do software distribui os patches individualmente, ou os empacota em uma versão de manutenção, versão menor ou service pack. Chegando o final do período de suporte, é decretado o fim de vida do produto.
O termo suporte de longo prazo é geralmente reservado para versões especiais de software ou edições de software que normalmente teriam um ciclo de lançamento e manutenção mais curto. Tipicamente, em uma publicação com suporte de longo prazo o software é mantido pelo período de dois anos.

## Necessidade do suporte de longo prazo
O ciclo tradicional de projetos open source é o release early, release often (lançar cedo, lançar frequentemente), ou seja, uma espécie de lançamento de software baseado em uma agenda predeterminada. Cada novo lançamento inclui correções de vulnerabilidades e novas funcionalidades.
Grandes organizações ou usuários de projeto de missão crítica, precisam de correções de segurança mas preferem manter a mesma versão de software por um período maior, sem mudanças de funcionalidades. A preocupação destes usuários é que a introdução de novas funcionalidades possa acidentalmente introduzir novos bugs ou quebrar alguma funcionalidade já existente. Enquanto na teoria as implementações que visam sanar problemas de segurança poderiam ser portadas de cada versão lançada para as versões já instaladas, na prática isto geraria dificuldade ou custos proibitivos de manutenção.
Mesmo sem adicionar riscos, para estes usuários novas funcionalidades também significam despesas. Atualizar uma aplicação web com uma configuração sensível a alterações por exemplo, pode requerer a cooperação de muitas pessoas: desenvolvedores para executar o retrofit, administradores de bancos de dados para ajustar esquemas de bancos de dados, testadores de software efetuando testes de regressão, um gerente de projetos para agendar, contactar e facilitar, um administrador de sistemas ou gerente de liberação para preparar a implantação de software e o pessoal da operação de TI para cópias de segurança, instalação e recuperação de desastres.
Versões de suporte de longo prazo de um software são criadas para tipicamente endereçar apenas preocupações com a segurança nas suas atualizações de versão - e desta forma torna-se um risco apenas se a atualização não for instalada.

## Softwaresque possuem versões LTS
Esta tabela demonstra alguns softwares conhecidos que possuem uma versão adicional LTS ao seu planejamento de versões. Muitos projetos como o CentOS são implicitamente enquadrados nesta classificação em seu versionamento normal.
| Software     | Tipo                   | Data do primeiro lançamento LTS | Período do LTS  | Período do STS | Notas |
| ------------ | ---------------------- | ------------------------------- | --------------- | -------------- | --- |
| Ubuntu       | Distribuição Linux     | 1 junho 2006 (v6.06 LTS)        | 5 anos          | 9 meses1       | Uma nova versão LTS é lançada a cada dois anos. De 2006 a 2011, o suporte de longo prazo para o desktop foi de aproximadamente dois anos, e para os servidores cinco, e hoje em dia são cinco anos independente da versão. |
| Trisquel 7.0 | Distribuição Linux     | 2014-11-04                      | 5 anos          | 1 ano          | Kernel Linux-libre 3.13, GNOME 3.12 e Abrowser or GNU IceCat |
| Symfony      | framework de aplicação | junho de 2013                   | 3 anos          | 8 meses        | |
| Joomla!      | CMS                    | janeiro de 2008 (v1.5)          | 2 anos, 3 meses | 7 meses        | Por conta do Joomla! ser uma aplicação web, o suporte de longo prazo também implica o suporte a navegadores antigos. |